# Подаметьевская слобода
Подаметьевская слобода (тат. Әмәт тавы бистәсе, МФА: [æˈmæt tɑˈwə bistæˈsɘ]) — историческая местность в Вахитовском районе Казани.

## География
Подаметьевская слобода расположена на юго-западе Вахитовского района, на его границе с Приволжским районом; северо-западнее и западнее расположен исторический район Суконная слобода, западнее — Аметьево.

## История
Слобода появилась не позднее последней четверти XIX века на землях крестьян села Аметьево, отчего и получила своё название. С момента возникновения входила в Воскресенскую волость Казанского уезда; затем короткое время входила в состав Ново-Клыковской волости Арского кантона Татарской АССР, а после её упразднения — вновь в Воскресенскую волость.
В 1924 году слобода была включена в состав Казани. Первое время относилась к 4-му отделению милиции; затем слобода входила в Бауманский, Молотовский, Свердловский, Приволжский и, наконец, Вахитовский районы.

## Улицы[5]
- Агрономическая
- Косогорная (тат. Тау бите урамы, Taw bite uramı, бывшая Вторая линия, переименована решением Казгорсовета б/н от 2 ноября 1927 года). Находится между улицами Подаметьевская и Аметьевская. Почтовый индекс — 420049, 420105.
- Подаметьевская (тат. Әмәт тавы урамы, Ämät tawı uramı, бывшая Большая Подаметьевская, переименована решением Казгорсовета б/н от 2 ноября 1927 года). Проходит параллельно проспекту Универсиады. Почтовый индекс — 420049.
- Тихогорская (тат. Тын таулар урамы, Tın tawlar uramı, бывшая улица Аметьевский взвоз, переименована решением горисполкома № 413 от 14 июня 1961 года).  Начинаясь от транспортной развязки пересечении улиц Назарбаева и Тихомирнова, заканчивается пересечением с Аметьевской улицей. Почтовый индекс — 420105.

## Транспорт
Непосредственно по улицам исторического района общественный транспорт не ходит. Ближайшие автобусные остановки находятся на Аметьевской улице. Ближайшей трамвайной остановкой была «Газовая», на углу одноимённой улицы и Островского, на которой на момент ликвидации трамвайной ветки останавливались четвёртый, шестой и двадцать третий маршруты.
Ближайшие станции метро — «Суконная слобода» и «Аметьево».

### Комментарии
1. ↑  варианты названия: Аметьевские выселки, Ометьевские выселки, Подъаметьевская слобода, и др.